# راب رنزتی
راب رنزتی (انگلیسی: Rob Renzetti؛ زادهٔ ۱۲ سپتامبر ۱۹۶۷) نویسنده، کارگردان و پویانما اهل ایالات متحده آمریکا است. وی همچنین برندهٔ جوایزی همچون جوایز امی ساعات پربیننده شده‌است.